# Жакерия
Жакерията (на френски: Jacquerie) е масово селско въстание в Средновековна Франция, избухнало през 1358 година. Наименованието на въстанието идва от личното име Жак, което било нарицателно за френските селяни. Водач на въстанието бил Гийом Кал.
Във Франция думата „жакерия“ се превръща в синоним на селско въстание.